# Jens Edvard Kock
Jens Edvard Olson Kock, född 16 september 1866 i Köpenhamn, död 13 juni 1955 i Malmö, var en dansk-svensk biografdirektör och manusförfattare. Han var VD för Malmö Biograf AB 1913–1942.

## Uppväxt och tidigt arbetsliv
J Edvard Olson Kock föddes i Köpenhamn men flyttade med sin familj till Malmö redan efter 10 år. Där genomgick Olson handelsskola där han avlade mejerist-examen år 1890 för att två år senare få sin första anställning, mejeriföreståndare. Under följande år försörjde sig Olson genom flera arbeten såsom cykelförsäljare, symaskinsagent, målare samt auktionsutropare. Detta fortsatte till 1898 då Olson första steg in i nöjesbranschen skedde. Olson fick anställning som restauratör på det nyöppnade Malmö Tivoli, ägt av den danske tivolidirektören Ole Oisen. Efter en kortare tid på Malmö Tivoli utökades Olsons arbetsgifter till att även täcka artistengagemang.
År 1902 lades Malmö Tivoli ner. Efter ett misslyckat försök att starta sitt eget tivoli valde Olson att ta över nöjesanläggningen Linelund efter godtemplaren Hans Sandelin.
Under sin tid på Linelund började Olson år 1904 visa film i en friluftsbiograf och fortsatte med detta fram till att anläggningen Linelund i sin helhet lades ner 1913 på grund av dess ljudnivå i samband med dess geografiska närhet till den Allmänna begravningsplatsen (Sedermera ) vilket väckte klagomål hos de som hade anhöriga begravda på platsen.
Året innan hade Olson köpt Malmös första biograf, den så kallade "Biorama" för att sedan köpa upp Malmö biografteaterns gamla lokal som han 1907 öppnade upp igen under namnet "Malmö Gamla Biograf", senare omdöpt till "Kock's Biograf".

## Biograftiden
Efter framgångar med "Kock's Biograf" bestod Olsons arbetsliv främst av hans uppgifter som biografman och VD i Malmö Biografteater AB.
Under åren som följde köpet av sin första biograf 1906, fortsatte Olson sin utveckling inom biografbranschen genom att införskaffa ytterligare sju biografer i Malmö utöver en handfull biografer i andra städer såsom Lund, Eslöv, Limhamn och Trelleborg. En av biograferna som kom att hamna under Olsons ägande i Malmö 1912 var Metropol, en av Sveriges första storbiografer. Dessa biografer ägdes under Malmö Biografteater AB som, med Olson vid rodret som VD fram till 1942, bildades i nära samverkan med Svenska Biografteatern (numera SF), sålde vidare företaget med biograferna till Svensk filmindustri.
Olsons biografkedja byggdes upp i hård konkurrens med Frans Lundberg. Lundberg ansågs även han vara en väldigt ambitiös och företagsam biografpionjär i Malmöområdet. Han kom även att bli en av Sveriges första filmproducenter.
För att stärka sin position under denna kamp allierade sig Olson tidigt med den dåvarande chefen för Svenska biografteatern, Charles Magnusson. Denna relation ledde i sin tur till att de svenska producenterna Victor Sjöström och Mauritz Stillers större filmer alltid visade sina premiärer på Olsons biografer i Malmö.

### Scaniateatern
Den 10 januari 1925 invigdes biografteatern Scania på södergatan 28 i Malmö.
Teatern ritades av arkitekten Arnold Salomon och inreddes av NK:s inredningsarkitekt Karl Norberg. I entrén var väggarna beklädda med konst utförd av Augusto Conte och där fanns även två statyetter skapade av konstnären Nils Enberg.
Scania var Olsons sjätte biograf och skulle vara Olsons kronjuvel. Den skulle agera inte bara som biografteater utan även som en teater- och varietéscen, något som aldrig skedde. Olson ansåg att Malmö saknade en verklig varietéteater av så kallad "kontinentaltyp" och hade som mening att Scania skulle fylla denna lucka men teatern byggdes och invigdes samtidigt som Olson var på genomresa i USA och Mexico och vid hans hemkomst blev han besviken över teaterns konstruktion. Han menade att den skulle byggas ut men efter hårda påtryckningar från Svensk Filmindustri beslutade Olson motvilligt att lägga planerna åt sidan och behålla Scania som biografteater.
Scanias äganderättigheter har bytt händer flera gånger genom åren tills det under sommaren 2007 till slut lades ner då den dåvarande ägaren Astoria Cinemas gick i konkurs.

## Produktionskarriär

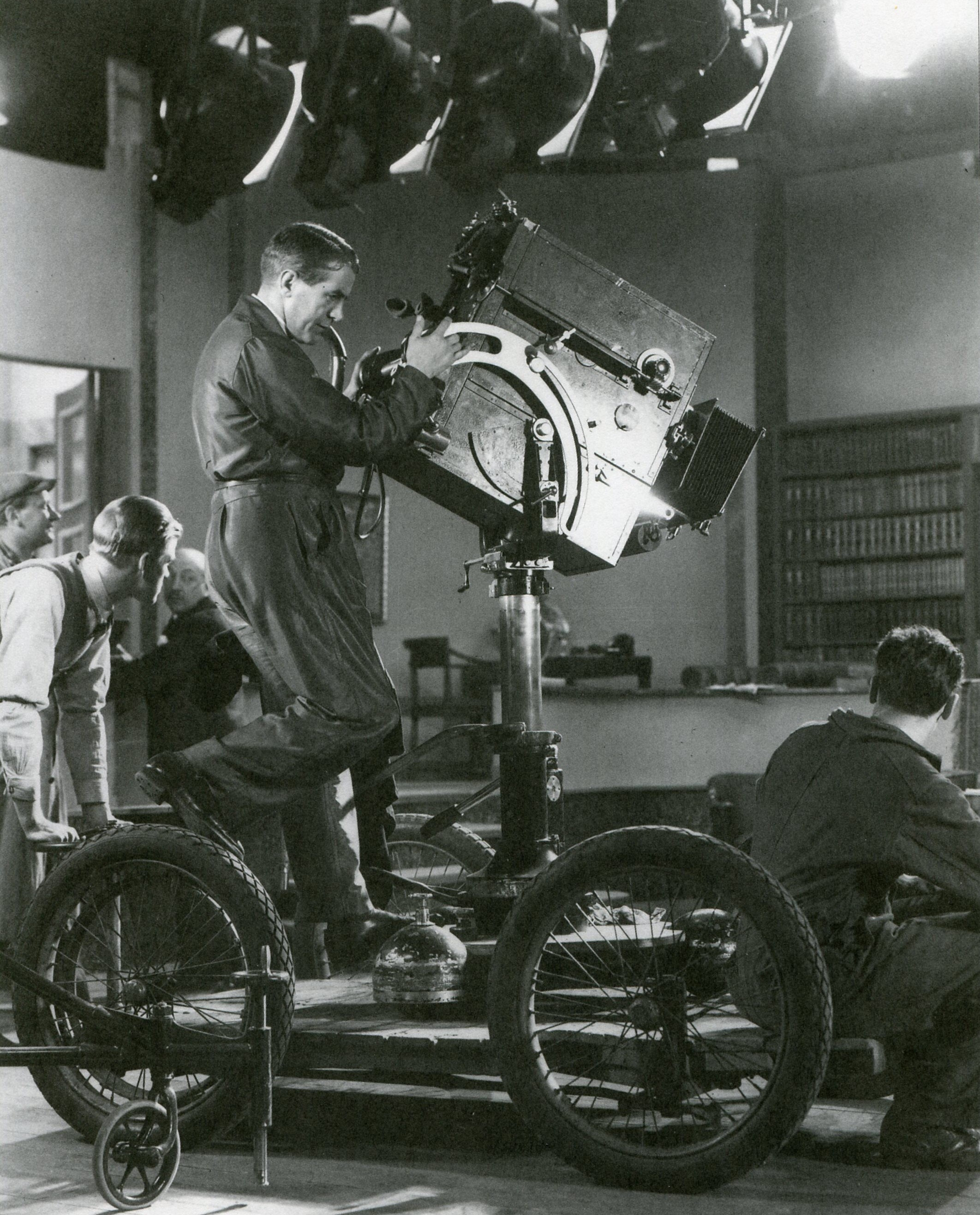
Fotografen Julius Jaenzon.

### Manusförfattare
När den framgångsrika biografägartiden var i rullning valde Olson att börja en karriär inom filmförfattandet. Olsons första och enda verk inom författandet kom år 1912 i form av “Det Gröna halsbandet”.
Filmen distribuerades under ansvar från  produktionsbolaget AB Svenska Biografteatern och producerades av filmteamet i form av regissören Eric Malmberg, fotografen Julius Jaenzon samt musikarrangören Sven Wisborg. I listan på skådespelare finns flera dåtida kändisar såsom Lilly Jacobsson, Eric Malmberg och Victor Arfvidsson.

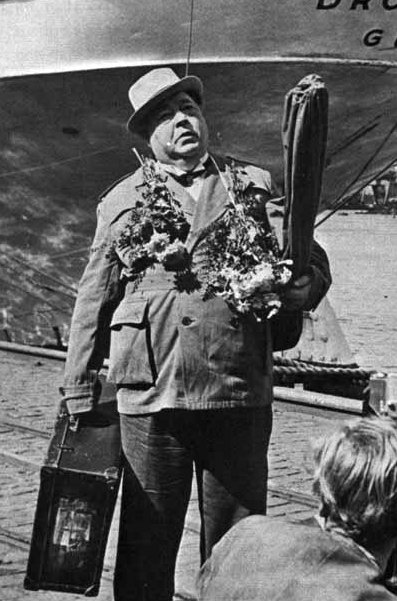
Skådespelaren Edvard Persson inför en resa till USA.

“Det Gröna Halsbandet” är en skönlitterär berättelse som följer den rike och elegante Östman som faller för den redan förlovade butiksfröken Anna Sundén. Historien eskalerar senare till ett triangeldrama med ett dystert slut. Filmen producerades i Göteborg och hade premiär under år 1912 på Olsons biografer i Malmö där den mötte positiv kritik från pressen. En pressreaktion från Svensk Filmografi beskriver filmen som “rörande” och menar att filmen är betydligt bättre producerad än filmer från “Kongens by” eller “London”.
“Den lilla butiksfrökens kärlekssaga är mycket rörande…”  - Svensk filmografi
“Vi spela biograf mycket bättre i Göteborg än i Kongens by eller London, och 'vår' Lilly Jacobsson är mycket sötare än hennes kollega utomhus [utomlands!.”  - Svensk Filmografi

## Produktion och samarbete med Edvard Persson
Någon fortsättning inom författarskapet kom aldrig för Olson utan istället påbörjades en mindre karriär inom filmproducering där Olson finansierade den svenska skådespelaren och regissören Edvard Perssons filmer “Studenterna På Tröste-hult (1923) samt “Den gamla herrgården” (1925).
Handlingen i den skönlitterära filmen följer baronsonen Karl Oscar och hans liv.
Filmen mötte blandade reaktioner men sågs av tidskriften Svensk Filmografi som en lovande debut av den unge Persson som både regissör och skådespelare.
Olson och Perssons samarbete fortsatte in på 1920-talet och ledde till ytterligare en skönlitterär film i form av “Den gamla herrgården” (1925) som följer patron Bertil Bergencrantz som ogillar sin dotters senaste kärlek.
Filmen mötte betydligt hårdare kritik än Persson och Olsons tidigare verk.